# 巴讷科
巴讷科（德語：Barnekow）是德国梅克伦堡-前波美拉尼亚州的一个市镇。总面积15.59平方公里，总人口639人，其中男性318人，女性321人（2011年12月31日），人口密度41人/平方公里。